# 泣澤女神
泣澤女神（日语：ナキサワメノカミ）為《古事記》之記載，《日本書紀》記作啼澤女命，祂是日本神話中的女神，別名為哭澤女神等。

## 概要

### 古事記之記載
據《古事記》上卷之記錄，伊邪那美命產下火神迦具土後遭灼身亡，傷心的伊邪那岐命哭著說：「親親吾妻，妳怎能用自己的性命換這個孩子呢？」言畢在亡妻的頭與腳之間來回匍匐啼哭，滴下的眼淚落在香久山之畝尾木本（今奈良縣橿原市木之本町），名為泣澤女神，而伊邪那美命的屍體葬在出雲國和伯伎國交界的比婆之山。

### 日本書紀之記載
《日本書紀》卷第一第六種說法提到的橋段和上一段類似，伊奘冉尊生下軻遇突智卻灼傷身亡，伊奘諾尊憤懣地說：「可以用一子來代替我所珍愛的妻子嗎？」言畢在亡妻頭、腳間匍匐哭泣，淚墮化為神，卽是畝丘樹下所居之神，號啼澤女命。

## 解說
神名裡的「泣（（日語）ナキ）」為哭泣之意，「澤（（日語）サワ）」則形容啼哭貌，故神名意指「潸然落淚的女神」。另外因神名中的「澤」字，被視為井水湧泉之神。《古事記》記載「哭時，於御涙所成神，坐香山之畝尾木本」，據《延喜式神名帳》卷第九神祇九神名帳上之記錄，乃大和國十市郡之畝尾都多本神社，今位於奈良縣橿原市木之本町。

## 信仰
日本祭祀泣澤女神的神社主要有下列：
- 畝尾都多本神社（奈良縣橿原市木之本町）：又稱「哭澤之神社」。
- 於呂閇志膽澤川神社（岩手縣奥州市膽澤區）

## 內部連結
- 伊奘諾尊
- 伊奘冉尊

## 外部連結
- （日語）泣沢女神 （页面存档备份，存于）
- （日語）橿原市／畝尾都多本神社 （页面存档备份，存于）